# Mahinda Rajapaksa
Mahinda Rajapaksa, (en singhalais : මහින්ද රාජපක්ෂ ; en tamoul : மஹிந்த ராஜபக்ஷ), né le 18 novembre 1945 à Weeraketiya, dans le district de Hambantota (Sri Lanka), est un homme d'État sri-lankais, membre du Parti de la liberté du Sri Lanka (SLFP) puis du SLPP, et s'est situé depuis le début de sa carrière politique au centre-gauche.
Député de 1970 à 1977, puis à nouveau en 1989, avant de devenir ministre dans les années 1990 puis Premier ministre (2004-2005), il est élu au poste de président de la République pour deux mandats (2005-2015) avant de redevenir de manière contestée Premier ministre en octobre 2018. Il démissionne en décembre de la même année, après l'annulation par la Cour suprême de législatives anticipées et un mois après avoir été renversé par une motion de censure. Il redevient Premier ministre l'année suivante, à la suite de l'élection de son frère Gotabaya Rajapaksa à la tête du pays.

## Famille, études et carrière
Rajapakse est né dans le sud du pays, dans une famille de l'oligarchie : son père, D. A. Rajapaksa, avait été ministre de l'Agriculture du gouvernement colonial de Wijeyananda Dahanayake (1959-60), et son oncle, D.M. Rajapaksa, avait été conseiller d'État de Ceylan (fonction législative) dans les années 1930. D.M. Rajapaksa portait alors le voile marron traditionnel des paysans cultivateurs de l'éleusine, symbole repris par son neveu Mahinda.
Mahinda Rajapkase fit ses études au collège Richmond, à Galle (120 km de Colombo) avant d'aller à la capitale, étudiant d'abord au Nalanda College Colombo (bouddhiste), puis au Thurstan College. Après la mort de son père, en 1967, il devint le candidat du Sri Lanka Freedom Party (SLFP) dans sa circonscription natale de Beliatta. Trois ans plus tard, il entra au Parlement, devenant à 24 ans le plus jeune député sri-lankais, et se situant au centre-gauche .
Il entama des études de droit en 1974 au Sri Lanka Law College, prêtant serment en tant qu'avocat en novembre 1977, année où il perdit son siège de député, victime de la défaite électorale historique du SLPF. Sauf pendant les périodes où il fut ministre, il exerça tout au long de sa carrière parlementaire, ayant une étude à Tangalle, dans son district natal de Hambantota, et défendant les droits de l'homme . Pendant 25 ans (jusqu'en 2004), il présida le Comité sri-lankais de solidarité avec la Palestine, militant pour la résolution pacifique du conflit israélo-palestinien et la création d'un État palestinien souverain.
Il fut élu à nouveau député (de Hambantota) en 1989, et se fit connaître en militant avec Manorani Saravanamuttu pour organiser le Front des mères, qui s'opposait en 1988-1990 à la « terreur blanche » du groupe rebelle Deshapremi Jathika Vyaparaya (Front patriotique national).

## Années 1990
Ministre du Travail du gouvernement de Sirimavo Bandaranaike (1994-97) puis ministre de la Pêche du même gouvernement, reconduit en 2001 dans ses fonctions par Ratnasiri Wickremanayake, il sortit du gouvernement à la suite de la victoire électorale, en 2001, du Parti national uni. Au gouvernement, il établit notamment l'Université de l'Océanographie  ainsi qu'une unité de garde-côte, et initia les travaux pour un nouveau port à Hambantota.
Il est élu leader de l'opposition en mars 2002.

## Premier ministre (2004-2005)
Succédant à Ranil Wickremesinghe, il devint Premier ministre de la présidente Chandrika Kumaratunga (6 avril 2004-19 novembre 2005) à la suite de la victoire aux législatives de la coalition de l'UPFA (United People's Freedom Alliance). Il doit alors faire face aux conséquences du tsunami de décembre 2004 (séisme d'une magnitude supérieure à 9), qui fait plus de 35 000 morts, suivi en mars 2005 par un nouveau séisme (de magnitude 8,7).

## Président de la République (2005-2015)

### Premier mandat
Le 17 novembre 2005, candidat du SLFP, il remporte l'élection présidentielle avec 50,33 % des voix face à Wickremesinghe. Sa candidature est soutenue par une coalition de 25 partis, et Rajapakse est investi dans ses fonctions deux jours plus tard.
Rajapakse remporte un succès historique en défaisant militairement, en mai 2009, la guérilla séparatiste des Tigres tamouls (LTTE), mettant un terme définitif à un conflit de plus de 40 ans, qui a fait entre 80 et 100 000 morts.

### Second mandat
Soutenu par la coalition de l'UPFA (United People's Freedom Alliance), il remporte l'élection présidentielle de janvier 2010 face à l'ex-chef des Armées Sarath Fonseka (Nouveau Front démocratique), son ancien allié dans la guerre contre le LTTE, et entame ainsi un deuxième mandat de cinq ans. Les deux candidats s'accusent mutuellement de préparer un coup d'État. Les Tamouls sont totalement ignorés lors de la campagne, et aucun des candidats n'évoque de politique de réconciliation nationale.
Lors de l'élection présidentielle du 8 janvier 2015, il est battu par Maithripala Sirisena également membre du SLFP. 

## Dans l'opposition
Son parti bloquant les réformes de Sirisena et son rapprochement avec la minorité tamoule, ce dernier organisa des élections législatives anticipées au cours desquelles le parti de Rajapakse, fut défait, bien que lui-même remportât un siège, mais échoue à obtenir le poste de Premier ministre qu'il briguait.

## Nomination controversée comme Premier ministre (2018)
Le 26 octobre 2018, le président Maithripala Sirisena démet Ranil Wickremesinghe de ses fonctions de Premier ministre et nomme immédiatement Rajapaksa à sa place. Ayant fait amender en 2015 la constitution de sorte de retirer au président le droit de limoger le Premier ministre, Wickremesinghe considère cet acte comme inconstitutionnel et déclare demeurer à son poste. Il refuse alors de quitter ses fonctions, recevant ainsi le soutien du président du Parlement, institution suspendue jusqu'au 16 novembre par le président de la République. 
Le 28 octobre, alors que les partisans de Rajapaksa tentent d'entrer dans sa résidence, un garde du corps du ministre sortant du Pétrole tire sur eux, faisant un mort et deux blessés. 
Le 1er novembre, le président annonce la levée de la suspension du parlement et le convoque pour le 5 novembre, puis reporte la date au 7 puis au 14 novembre. Le 9 novembre, le président dissout le parlement et convoque des législatives anticipées pour le 5 janvier 2019. Le 11 novembre, le président du Parlement conteste cette décision, estime que le président ne possède pas le pouvoir de dissolution. Le 13 novembre, la Cour suprême annule la dissolution. 
Le 14 novembre, son gouvernement est renversé par une motion de censure. Les 15 et 16 novembre, ont lieu des séances houleuses au parlement. Wickremesinghe demande alors à être réinvesti. Le 18 novembre a lieu une réunion de sortie de crise.
Le 25 novembre, Sirisena annonce qu'il ne nommera plus jamais Wickremesinghe comme Premier ministre, l'accusant de corruption.
Le 3 décembre, la Cour suprême suspend les pouvoirs du second Premier ministre, Mahinda Rajapaksa. Cette décision très attendue des magistrats a été rendu avant le 12 décembre, car ils ont estimé que des « dommages irréparables ou irrémédiables » pouvaient survenir sur l'île.
Le 13 décembre, la Cour suprême confirme l'annulation des élections anticipées, estimant que le président ne possède pas le droit de dissoudre la chambre.
Le 14 décembre, la démission prochaine de Rajapaksa est annoncée par son fils, étant effective pour le lendemain 15 décembre. Wickremesinghe est réinvesti le 16 décembre.

## Premier ministre (2019-2022)
Le 21 novembre, après la démission du Premier ministre sortant Ranil Wickremesinghe, à la suite de l'élection de son frère Gotabaya Rajapaksa comme président de la République, il devient Premier ministre.
Après la victoire de son parti aux élections législatives srilankaises de 2020, il est de nouveau désigné Premier ministre le 9 août.
L'ensemble des membres de son gouvernement présentent leur démission à titre individuel début avril 2022.
Le 9 mai 2022, il annonce sa démission, ce qui provoque de violents heurts entre manifestants de son parti et des activistes anti-gouvernementaux, faisant 5 morts et plus de 150 blessés.